# Anne-Sophie Weyns
Pour les articles homonymes, voir Weyns.
Anne-Sophie Weyns née le 2 février 1995, est une joueuse de hockey sur gazon belge. Elle évolue au poste de milieu de terrain / attaquante au Victory et avec l'équipe nationale belge.

## Carrière
Elle a été appelée en équipe première pour concourir à la Coupe du monde 2018 à Londres.